# Пламен Макариев
Пламен Матеев Макариев е български философ, доктор на философските науки, професор във Философския факултет и бивш ръководител на катедра „Философия“ в СУ „Св. Климент Охридски“.

## Биография
Роден е на 17 май 1955 г. в София. Завършва специалност „Философия“ в СУ през 1978 г. От 1980 е асистент във Философския факултет на СУ. През 1987 г. получава степен „кандидат на философските науки“. От 1996 г. е доцент. През 1986 г. специализира във Виенския университет, като участва в семинар на Карл Попър. От 1999 г. е ръководител на катедра „Философия“ в СУ. Научните му интереси са в областта на философските проблеми на рационалността и на интеркултурните отношения.